# هاوتن مفلین هارکورت
هاوتن مفلین هارکورت ‎/ˈhoʊtən ˈmɪflɪn/‎ ناشری در بوستون، ماساچوست ایالات متحده است. در زمینه کتاب مرجع، ادبیات داستانی و کتاب درسی مشغول به کار است.